# سیارک ۲۵۰۴۶
سیارک ۲۵۰۴۶ (به انگلیسی: 25046 Suyihan، نامگذاری:1998QK44) بیست و پنج هزار و چهل و ششمین سیارک کشف شده‌است که در ۱۷ اوت ۱۹۹۸ کشف شد.
قدر مطلق سیارک برابر ۱۱.۲ است.